# Mort à La Fenice
Mort à La Fenice (Death at La Fenice, dans l'édition originale en anglais) est un roman policier américain de Donna Leon publié en 1992. C'est le 1er roman de la série mettant en scène le personnage de Guido Brunetti.

## Résumé
Le chef d'orchestre allemand Helmut Wellauer est empoisonné par du cyanure dans sa tasse de café, durant le second entracte d'une représentation de l'opéra La Traviata, de Verdi, à La Fenice de Venise. Le commissaire Guido Brunetti, appelé rapidement sur les lieux, découvre que la victime s'était fait divers ennemis, dans le cadre de sa carrière ou dans sa vie privée, et devra déterminer qui avait le plus d'intérêt à la mort du maestro.

## Origine
L'idée de son premier livre est apparue à son auteure en 1992 lors d'une visite à l'opéra du théâtre de La Fenice à Venise. Au cours d'une conversation avec le chef d'orchestre Gabriele Ferro et sa femme, ils échangèrent nombre d’anecdotes et de rumeurs au sujet du chef d'orchestre Herbert von Karajan, décédé en 1989, ancien membre du parti nazi pendant la guerre, notamment sur sa mort. 

« J'ai trouvé que c'était une façon intéressante de commencer un roman policier. Et puis j'ai pensé que j'écrirais un . »

— Donna Leon dans une interview avec le Rhein Neckar - Zeitung

## Éditions
Éditions originales en anglais
- (en) Donna Leon, Death at La Fenice, Londres, Chapmans Publishers, 26 juin 1992, 256 p. (ISBN 978-1-85592-075-0) — Édition britannique
- (en) Donna Leon, Death at La Fenice, New York, HarperCollins, juillet 1992, 263 p. (ISBN 978-0-06-016871-1, LCCN 91058355) — Édition américaine

Éditions françaises
- Donna Leon (auteur) et William Olivier Desmond (traducteur), Mort à La Fenice [« Death at La Fenice »], Paris, Calmann-Lévy, coll. « Calmann-Lévy crime », 1er mars 1997, 283 p. (ISBN 978-2-7021-2707-0, BNF 35865699)
- Donna Leon (auteur) et William Olivier Desmond (traducteur), Mort à La Fenice [« Death at La Fenice »], Paris, Seuil, coll. « Points policier » (no 514), 2 avril 1998, 283 p. (ISBN 978-2-02-034037-3, BNF 36703773)
- Donna Leon (auteur) et William Olivier Desmond (traducteur), Mort à La Fenice [« Death at La Fenice »], Paris, Pointdeux, 12 mai 2011, 493 p. (ISBN 978-2-36394-017-9, BNF 42430421)

## Adaptation télévisée
Le roman a fait l'objet d'une adaptation pour la télévision, en 2003, sous le même titre français (titre allemand original : Venezianisches Finale), dans le cadre de la série Commissaire Brunetti dans une réalisation de Sigi Rothemund, produite par le réseau ARD et initialement diffusée le 23 octobre 2003.